# Cryptochironomus distractus
Cryptochironomus distractus är en tvåvingeart som först beskrevs av Oskar Augustus Johannsen 1932.  Cryptochironomus distractus ingår i släktet Cryptochironomus och familjen fjädermyggor. Inga underarter finns listade i Catalogue of Life.